# Купчина, Елена Николаевна
Елена Николаевна Купчина (бел. Алена Мікалаеўна Купчына; род. 14 августа 1965, Минск, БССР, СССР) — белорусский государственный деятель, дипломат.

## Биография
Родилась в 1965 году в Минске.
В 1987 году окончила юридический факультет Белорусского государственного университета с отличием, в 1990 году — аспирантуру при Институте философии и права Академии наук Беларуси. Ученая степень: кандидат юридических наук (1991 год).
- 1990—1992 гг. — научный сотрудник Института философии и права Академии наук Беларуси;
- 1992—1993 гг. — второй секретарь договорно-правового управления Министерства иностранных дел Республики Беларусь;
- 1993—1994 гг. — начальник отдела международных договоров договорно-правового управления Министерства иностранных дел Республики Беларусь;
- 1994—1995 гг. — заместитель начальника договорно-правового управления Министерства иностранных дел Республики Беларусь;
- 1995—1997 гг. — советник постоянного представительства Республики Беларусь при отделении ООН и других международных организациях, г.Женева;
- 1997—1998 гг. — заместитель постоянного представителя Республики Беларусь при отделении ООН и других международных организациях, г.Женева;
- 2001—2002 гг. — консультант управления международных организаций Министерства иностранных дел Республики Беларусь;
- 2002—2004 гг. — начальник управления гуманитарного, экологического и научно-технического сотрудничества Министерства иностранных дел Республики Беларусь;
- 2004—2006 гг. — начальник управления гуманитарного сотрудничества Министерства иностранных дел Республики Беларусь;
- 2006—2012 гг. — чрезвычайный и полномочный посол Республики Беларусь в Венгерской Республике;
- 2008—2012 гг. — чрезвычайный и полномочный посол Республики Беларусь в Республике Словения (по совместительству).
- 2012—2016 гг. — заместитель Министра иностранных дел Республики Беларусь[1].
- 15 декабря 2016 — 25 февраля 2020 — Чрезвычайный и Полномочный Посол Республики Беларусь в Австрийской Республике и Республике Хорватия по совместительству.
- 15 декабря 2016 — 25 февраля 2020 — Представитель Беларуси при ОБСЕ и международных организациях в Вене[2].

После продолжила работу в ОБСЕ, где заняла пост в секретариате.
В марте 2017 года Республика Беларусь выдвигала Елену Купчину на пост генерального секретеря ОБСЕ, однако, западные страны не поддержали кандидатуру.
Владеет белорусским, русским, английским и французским языками. Воспитывает сына.
Награждена Орденом Почёта (2016) и Почётной грамотой Совета Министров Республики Беларусь (2006).